# Osmar Aparecido
Osmar Aparecido de Azevedo (nacido el 23 de julio de 1980 en la Marilia) es un futbolista brasileño que juega en la demarcación de Delantero que juega en el Marilia Atlético Clube.

## Trayectoria
Sus inicios como profesional se derivan en 2000 jugando en Rio Blanco Esporte Clube a los 18 años tiene amplia experiencia tanto en su país natal como en países de México y Japón, su carrera ha deambulando en varios clubes ya que cuando se incorporó al Palmeiras compró su carta y lo ha cedido a varios equipos incluyendo Monarcas Morelia de México y el Oita Trinita de Japón.
En 2009 fue liberado del club y se fue al Marilia Atlético Clube y jugó entre 2010 en el Americana hasta que retornó al Marilia su actual club.

## Clubes
| Club                     | País   | Año       |
| ------------------------ | ------ | --------- |
| Rio Blanco Esporte Clube | Brasil | 2000      |
| União Mogi SP            | Brasil | 2000      |
| União São João           | Brasil | 2001-2003 |
| San André                | Brasil | 2004      |
| Palmeiras                | Brasil | 2004      |
| Grêmio                   | Brasil | 2005      |
| Monarcas Morelia         | México | 2005      |
| Oita Trinita             | Japón  | 2006      |
| Fortaleza                | Brasil | 2006      |
| Ipatinga                 | Brasil | 2007      |
| Vitória                  | Brasil | 2008      |
| Palmeiras                | Brasil | 2009      |
| União São João           | Brasil | 2010      |
| Americana                | Brasil | 2010      |
| Marilia                  | Brasil | 2011      |
| União São João           | Brasil | 2011      |
| Marilia                  | Brasil | 2012 -    |

- Datos: Q1440624